# トゥヴェーデ・ディヴィジ
トゥヴェーデ・ディヴィジ（オランダ語: Tweede Divisie、英語: Second Division）は、オランダのサッカーリーグ。エールディヴィジ、エールステ・ディヴィジに次ぐ3部リーグである。1971年に廃止されたが2016年に再開した。

## 歴史
1956年にエールディヴィジ（プロ1部）、エールステ・ディヴィジ（同2部）とともに導入された。1956年から1960年、1962年から1966年の間はトゥヴェーデ・ディヴィジAとトゥヴェーデ・ディヴィジBの2部構成であった。
1971年に一旦廃止。当時所属していたクラブのうち6クラブ（デ・フォレヴェイケルス、FCアイントホーフェン、FC VVV、フォルトゥナ・フラールディンゲン、PEC、ローダJC）がエールステ・ディヴィジに昇格し、残りの10クラブはアマチュアクラブとなった。
その後、2009-10シーズンまでは、エールステ・ディヴィジまでのプロリーグと、それ以外のアマチュアクラブ（実質3部以下）との直接的な入れ替えは実施せず、プロとアマチュアのヒエラルキーのすみわけがなされていたが、2010-2011シーズンにオランダサッカー協会がプロリーグ参加を目指すクラブへの門戸開放策として、アマチュアの1部リーグであるフーフト・クラッセを発展解消したトップクラッセを開始し、エールステ・ディヴィジの下位クラブとトップクラッセの上位クラブ（トップクラッセ側は希望クラブのみ）の入れ替え制度を導入した。
2016-17シーズンより、新たなプロ・アマ一体型の「フットボールピラミッド」と呼ばれる新ヒエラルキーの構図をスタートさせることになり、新たにプロによる3部リーグとして当ディヴィジが復活することになり、トップクラッセはアマチュアの1部リーグという体はそのままにしつつもエールデヴィジから見て4部の組織に格下げとなった。当ディヴィジとエールステ・ディヴィジ、並びにトップクラッセ間の入れ替え制度も行われる。

## 2020-21シーズン所属クラブ
| クラブ名                         | ホームタウン                   | ホームスタジアム                         | 収容人数 |
| -------------------------------- | ------------------------------ | ---------------------------------------- | -------- |
| アムステルダムスヘFC             | アムステルダム                 | スポルトパルク・フト・ヘヌフ             | 3,000    |
| ASWH                             | ヘンドリク＝イドー＝アンバフト | スポルトパルク・スヒルトマン             | 3,000    |
| エクセルシオール・マーススライス | マーススライス                 | スポルトパルク・ダイクポルデル           | 5,000    |
| GVVV                             | フェーネンダール               | スポルトパルク・パンハイス               | 3,900    |
| HHCハルデンベルフ                | ハルデンベルフ                 | スポルトパルク・デ・ボスフーク           | 4,500    |
| コーニンクレッカHFC              | ハールレム                     | スポルトパルク・スパニャールトスラーン   | 1,500    |
| VVアイセルメールフォーゲルス     | スパケンブルフ                 | スポルトパルク・デ・ヴェストマート       | 8,200    |
| ヨング・スパルタ                 | ロッテルダム                   | スパルタスタディオン・ヘト・カスティール | 11,000   |
| ヨング・フォレンダム             | フォレンダム                   | クラス・スタディオン                     | 7,384    |
| VVカトヴァイク                   | カトウェイク                   | スポルトパルク・デ・クロム               | 6,000    |
| SVコザッケン・ボーイズ           | ヴェルケンダム                 | スポルトパルク・デ・ズヴァーイエル       | 4,000    |
| vvノールトヴァイク               | ノールトヴァイク               | スポルトパルク・ダインヴェテルリング     | 6,100    |
| Kvvクイック・ボーイズ            | カトヴァイク・アーン・ゼー     | スポルトパルク・ニウ・ザイト             | 8,100    |
| ラインスブルフセ・ボーイズ       | ラインスブルフ                 | スポルトパルク・ミッデルモルス           | 6,100    |
| SVVスヘーヴェニンゲン            | デン・ハーグ                   | スポルトパルク・ハウトルスト             | 3,500    |
| SVスパケンブルフ                 | スパケンブルフ                 | スポルトパルク・デ・ヴェストマート       | 8,200    |
| SV TEC                           | ティル                         | スポルトパルク・デ・ロク                 | 2,500    |
| SVデ・トレフェルス               | フルスベーク                   | スポルトパルク・ザイト                   | 4,000    |

## 歴代優勝クラブ
- 1956-57 SCカンブール・レーワルデン / RBCローゼンダール
- 1957-58 ザーンラントスヘFC（オランダ語版） / ヘラクレス・アルメロ
- 1958-59 SCヘト・ホーイ（オランダ語版） / DVVゴー・アヘッド
- 1959-60 HFC EDO（オランダ語版） / GSVビー・クイック1887（オランダ語版）
- 1960-61 HFCハールレム
- 1961-62 フェロックス
- 1962-63 VSV / HFCハールレム
- 1963-64 アルクマール'54 / NEC
- 1964-65 SCカンブール / DFC
- 1965-66 フィテッセ / FCデン・ボス
- 1966-67 HFCハールレム
- 1967-68 WVVヴァーヘニンゲン（オランダ語版）
- 1968-69 デ・フラーフスハップ
- 1969-70 SCヘーレンフェーン
- 1970-71 AVVデ・フォレヴェイケルス（オランダ語版）
- 2016-17 ヨングAZ
- 2017-18 VVカトヴァイク（オランダ語版）
- 2018-19 アムステルダムスヘFC（オランダ語版）
- 2019-20 新型コロナウイルス感染拡大（オランダ語版）の影響で大会中止となったことにより優勝チームなし